# كريكسمارينفيفت
كريكسمارينفيفت (أو، قبل عام 1935، خايستمارينافيفت Reichsmarinewerft) فيلهلمسهافن، بين عامي 1918 و 1945، حوض بناء السفن في قاعدة البحرية الألمانية في فيلهلمسهافن، 80 ميل (130 كـم) غرب هامبورغ ).

## التاريخ
تم إنشاء حوض بناء السفن في موقع حوض Wilhelmshaven Imperial Shipyard الذي تم إغلاقه بعد الحرب العالمية الأولى.
في عام 1935 ، تم تغيير الاسم إلى Kriegsmarinewerft Wilhelmshaven (Wilhelmshaven Naval Shipyard) عندما أعيد تسمية البحرية الألمانية ( Reichsmarine ) إلى Kriegsmarine بواسطة الرايخ الثالث.
خلال 1939-1945، كانت الأنشطة الرئيسية لحوض بناء السفن بناء الغواصات وإصلاح السفن الحربية التالفة. في 18 ديسمبر 1939 ، تم إسقاط 12 من 22 من سلاح الجو الملكي البريطاني ويلينجتون في معركة جوية على القاعدة البحرية.  غالبًا ما تم تعيين الموظفين لتنظيم المنشآت البحرية في البلدان المحتلة، على سبيل المثال، في موانئ لورينت وبريست وسانت نازير. في نهاية الحرب كان هناك حوالي 17000 عامل.
وصلت القوات البولندية والبريطانية فيلهلمسهافن في مايو 1945. لفترة من الزمن، تم تجديد السفن لإرسالها إلى الحلفاء كتعويضات حرب ، ولكن من عام 1946، تم تفكيك معظم المباني والمعدات أو تفجيرها.
منذ عام 1957، يضم جزء من الموقع ترسانة للبحرية الألمانية ( Deutsche Bundesmarine ).

## اختيار السفن التي بنيت
- 1920-1922: 28 سفينة صيد
- 1922: أربع سفن شحن
- 1925: طراد خفيف Emden
- 1926-1928: ستة قوارب طوربيد
- 1929: طراد خفيف من الفئة K Königsberg
- 1930: طراد خفيف من الفئة K Köln
- 1931: سفينة تدريب المدفعية Bremse
- 1934: Deutschland-فئة بانزرشيف (سفينة مصفحة ، صُنفت لاحقًا على أنها طراد ثقيل) Admiral Scheer
- 1936: دويتشلاند -كلاس Panzerschiff Admiral Graf Spee
- 1939: Scharnhorst-فئة battleship Scharnhorst
- 1941: Bismarck-فئة battleship Tirpitz
- 1941-1944: 27 غواصات من الفئة السابعة